# دانيال بيس
دانيال بيس (بالإنجليزية: Daniel Bess)‏ مواليد 8 أكتوبر 1977 في هونولولو، هو ممثل أمريكي بدأ مسيرته الفنية سنة 1999.

## الأعمال
| السنة | العمل                                  | الدور         |
| ----- | -------------------------------------- | ------------- |
| 1999  | القانون والنظام: الوحدة الخاصة للضحايا |               |
| 2001  | 24                                     |               |
| 2002  | إي آر                                  | مارشال        |
| 2002  | جاغ                                    |               |
| 2004  | فيرونيكا مارس                          |               |
| 2005  | فيرونيكا مارس                          | كول           |
| 2005  | غريز أناتومي                           | بيت ويلوبي    |
| 2005  | سي اس آي: التحقيق في موقع الجريمة      |               |
| 2005  | ميونخ                                  |               |
| 2006  | سي إس آي: ميامي                        | تشاد مور      |
| 2009  | نمبرز                                  | جوليان كورتيس |

## روابط خارجية
- دانيال بيس على موقع IMDb (الإنجليزية)
- دانيال بيس على موقع ألو سيني (الفرنسية)
- دانيال بيس على موقع قاعدة بيانات الفيلم (الإنجليزية)